# Silli-Adad
Silli-Adad va ser rei de la ciutat-estat de Larsa cap als anys 1771 aC i 1770 aC. Va succeir Sin-Iqisham.
Durant el seu breu regnat, (no va arribar a un any), els annals diuen que "va ser apartat del tron ja que no era rei". Sembla que Larsa va ser ocupada i saquejada per l'exèrcit d'Elam, i els elamites el van deposar, tot i que no van conservar la ciutat més que uns mesos.